# Фауста Аршакуні
Фауста Аршакуні (*бл. 630 — після 668) — візантійська імператриця.

## Життєпис
Походила з роду Аршакуні (Вірменських Аршакідів). Донька магістра Валентина, який був наближеним імператора Іраклія. Народилася близько 630 року.
У 641 році після смерті імператора Іраклія, батько Фаусти (на той час обіймав посаду magister militum per Orientem) втрутився у боротьбу за владу, сприяв сходженню на трон онука померлого імператор — Іраклія, який прийняв тронне ім'я Констант II. 642 року Валентин сприяв одруженню доньці з імператором. Водночас намагався стати співімператором, але марно. У 644 році придушено новий заколот Валентина, внаслідок чого того було страчено.
Фауста не мала значного впливу на Константа II, що бажав власноруч керувати імперією. У 661 році вона залишилася в Константинополі разом з молодшими синами, тоді як чоловік перебрався до Сіракуз. У 668 році Константа II було вбито. Подальша доля Фаусти невідома.

## Родина
Чоловік — Констант II.
Діти:
- Костянтин (650—685), імператор
- Іраклій (655—після 681), співімператор
- Тиберій (657—після 681), співімператор